# ひなたゆま
ひなた ゆま（ひなた ゆま、9月30日 - ）は、日本の女性アイドル、YouTuber、歌手である。現役保育士。青森県出身。アイドルグループ・黒猫は星と踊るの元メンバー、アイドルグループ・NANIMONOのメンバー。

## 来歴
- 2017年、アイドルグループ「黒猫は星と踊る」に加入。

- 2017年6月22日、優茉自身のYouTubeチャンネルを開設。

- 2020年2月9日、「黒猫は星と踊る」から『黒猫は星と踊る定期公演「第二十二回学級会〜渋谷でもにゃーにゃにゃ編〜」』渋谷DESEOmini にて卒業した[6]。

- 2020年5月、2017年に開設したYouTubeチャンネルでゲーム実況等を行っていたが、使えなくなったため、新たに優茉自身のYouTubeチャンネルを再び開設した。

- 2020年6月、ホリプロデジタルエンターテイメントに所属を発表した。

- 2022年6月、アイドルグループ「NANIMONO」（オレンジ色担当）に加入。名前を「ひなたゆま」に改名[2]。

## 人物
- 「普通の女の子をいきなりアイドルにする！」[7]をコンセプトとしてネットオーディションで選ばれた一期生で構成される7人組アイドルユニット「Chocolate Stories（チョコレートストーリィズ）」[8]の元メンバー[9]。
- 挨拶は「おつかれーしょん☆レボリューション」を使う。
- YouTubeにおいては動画の出だしで「今日はね〜」と独特のイントネーションの挨拶を定番としている。
- 2020年の春頃に、優茉自身のYouTubeチャンネルで味覚嗅覚を喪失したと公表。しかし治療の結果、快方の方向に向かってると話している。
- 妹と弟の三人兄妹。よく兄妹が、優茉のYouTubeチャンネルにも出演している。

## 出版
- 柔らかく跳ねるキミ 優茉×飯田エリカ (2017年2月15日、撮影 飯田エリカ)